# Арним-Бойценбург, Адольф Генрих фон
Граф Адольф Генрих фон Арним-Бойценбург (нем. Adolf Heinrich Graf von Arnim-Boitzenburg; 10 апреля 1803, Берлин — 8 января 1868, Бойценбург) — прусский юрист, политик и первый министр-президент Пруссии.

## Биография
Адольф Генрих фон Арним-Бойценбург родился 10 апреля 1803 года в Берлине в семье графа Фридриха Вильгельма фон Арним-Бойценбурга.
По разделу наследственного имущества он получил большую часть значительного поземельного владения; учился в Геттингенском университете, где изучал право, а по окончании курса поступил юристом на государственную службу.
В 1833 году был правительственным президентом в Штральзунде, потом в Ахене, затем в Мерзебурге.
В 1840 году назначен обер-президентом Познанской провинции.
С 1837 года Адольф Генрих фон Арним был членом Государственного совета и в 1842 году преемником фон-Рохова в министерстве внутренних дел. После того, как он отменил полицейско-шпионскую систему, Арним приобрел большую популярность, которую, впрочем, скоро утратил вследствие мероприятий по делам печати и изгнания баденских депутатов — Геккера и Ицштейна в 1845 году.
Хотя это изгнание последовало не прямо от него, а от министра графа Штальберга лишь по его донесению, но это обстоятельство сделалось главной причиной его выхода из министерства. В соединенном ландтаге в 1847 года, где он приобрел значение благодаря своему красноречию, он старался дать правительству либеральное направление.
Вслед за мартовской революцией, по удалении Бодельшвинга, король вручил ему 19 марта 1848 года управление министерством; но 29 марта он уже оставил этот пост вследствие несогласия с политикой своего двоюродного брата, барона Генриха Александра фон Арнима, назначенного министром иностранных дел.
Избранный членом немецкого национального сейма, он скоро отказался от своих полномочий вследствие господствовавшего там направления в политике. В качестве защитника интересов земельного дворянства он принимал участие в совещаниях «Юнкерского парламента». С 1849 году Арним-Бойценбург был членом нижней палаты, где он, хотя принадлежал к крайней правой политической партии, на совещаниях о конституции защищал стремления либеральничавшей бюрократии. В этом направлении он действовал в первые годы своей деятельности в верхней палате, в которой сделался наследственным членом в 1854 году. Лишь после падения Мантейфеля в 1858 году он стал всё более склоняться к феодальной реакции, и благодаря его влиянию в верхней палате несогласия относительно конституции усилились. С 1862 по 1866 год в оправдание своего поведения он напечатал «Das Recht des Herrenhauses bei Festsetzung des Staatshaushalts» (Берлин, 1862 г.).
В последние годы жизни он совершенно удалился с политической арены и скончался 8 января 1868 года в своем имении Бойценбурге в Укермарке.